# David Nitschmann (Wagner)
David Nitschmann (zur Unterscheidung von namensgleichen Personen in der Herrnhuter Überlieferung meist mit dem Beinamen Wagner, Vater Nitschmann oder auch David Nitschmann V.; * 18. September 1676 in Zauchtenthal, Mähren, heute: Tschechien; † 14. April 1758 in Bethlehem, Pennsylvania, Dreizehn Kolonien) war ein deutsch-mährischer Landwirt, Wagner und evangelischer Missionar der Herrnhuter Brüdergemeine.

## Leben und Wirken
Nitschmann ist ein Sohn von Johannes Nitschmann und seiner Frau Catharina, geborene Friedrickin. Bei ihnen Zuhause fanden Versammlungen der Böhmischen Brüder statt. Seine Großeltern hießen George und Catharina Nitschmann und lebten ebenfalls in Zauchenthal. 
Er zog 1704 nach Kunevald, wo 1712 sein Sohn Johann und 1715 seine Tochter Anna geboren wurden. Er war Landwirt, und als Laienprediger der in Mähren verfolgten Böhmischen Brüder saß er mehrfach im Gefängnis. 
Sein gleichnamiger Neffe, der spätere Bischof, bewog ihn 1725, mit seiner Familie nach Herrnhut auszuwandern, wo im Jahr zuvor mährische Flüchtlinge die Brüdergemeine mitgegründet hatten. Als gelernter Wagner übernahm er viele Zimmermannsarbeiten beim Aufbau der Siedlung. Er nahm auch am wichtigen Abendmahl der Brüdergemeine vom 13. August 1727 teil, das zum damaligen erwecklichen und missionarischen Aufbruch gehörte.
1734 unternahm Nitschmann eine Missionsreise zur Karibikinsel Saint Croix, wo 1735 seine Frau Anna starb. Er kehrte 1737 nach Herrnhut zurück. 
Am 14. Dezember 1740 kam er von Europa her in Begleitung mit seinem gleichnamigen Neffen, seiner Tochter Anna, Christian Frölich, Anton Seiffert und weiteren Herrnhuter in Nazareth, Pennsylvania, an, wo sie bis März 1741 blieben. 1741 bis 1747 war er mit Anton Seiffert, Johann Martin Mack, Johann Bühner, Matthias Seibold, David Zeisberger und dessen Eltern am Aufbau der Siedlung Bethlehem beteiligt. Unter klimatisch schwierigen Wetterbedingungen wie Kälte und Schnee schlugen sie Holz, errichteten sie Wohnhäuser und auch eine Schule.
1750 erhielt er das Bürgerrecht von Pennsylvania.

## Familie
Am 13. November 1700 heiratete er Anna Schneider, die Tochter von Andreas Schneider. Sie hatten vier Kinder: Melchior, Märtyrer in Schildberg, Rosina Pischin, Johann und Anna. Seine Frau starb 1735 auf der karibischen Insel Saint Croix.